# 福岡市博物館
福岡市博物館（ふくおかしはくぶつかん）は、福岡県福岡市早良区に位置する市立博物館。福岡市博物館条例に基づき設置された博物館施設である。

## 概要
1989年（平成元年）に福岡市のシーサイドももち地区で開催されたアジア太平洋博覧会のテーマ館の跡地に1990年（平成2年）10月に開館した。
1972年（昭和47年）11月16日に福岡市中央区天神一丁目の旧日本生命保険株式会社九州⽀店の建物（重要文化財、現在の福岡市赤煉瓦文化館）に開館した福岡市立歴史資料館（1974年9月21日博物館相当施設指定、1990年3月末閉館）の所蔵資料と、福岡市美術館から移管した福岡藩主黒田家伝来資料の⼀部を引き継ぐ形で成立した。
シーサイドももち地区の中央に位置し、西側に福岡市総合図書館、北側に福岡タワー、川を挟んだ東側に福岡ドームなどがあり、観光スポットとなっている。
なお、2021年（令和3年）にはかた伝統工芸館（2011年に福岡市博多区上川端町で開業）が博物館内に移転したが、博物館の改修のため、2025年（令和7年）5月2日に福岡市博多区博多駅前1丁目に再移転した。

## 展示内容
博物館資料の収集は、開館前の1983年度（昭和58年度）から始められた。先述のとおり、旧福岡市立歴史資料館と福岡市美術館から移管した資料などを収蔵している。
旧福岡藩主である黒田家の貴重なコレクション（黒田資料）は、1978年（昭和53年）9月に黒田家から福岡市に寄贈された（一部は寄託または購入）。福岡市美術館に所蔵されていた黒田資料のうち、歴代藩主の甲冑、漢倭奴国王印（金印）や名槍の「日本号」、刀剣や古文書類が福岡市博物館に移管された。
また、市民などからの寄贈された所蔵品が7割に上り、多くを占めているのも福岡市博物館の特徴となっている。
常設展示は金印に始まり、板付遺跡、鴻臚館等、主に福岡市内の遺跡から発掘された遺物を中心に時代順に展示されている。
現代の収蔵品では、現存する日本最古の国産自動車で機械遺産として認定されているアロー号を動態保存している。

## 施設
南が泡に向かって開いたガラス張りの玄関、前提を背景に取り入れた軽食、喫茶店、さらに北側の野小島、志賀島がパノラマ上に望める大きく開いた展望ロビーによって、明るく開かれた施設イメージを計画。従来の蔵的な暗く重いイメージの博物館から、明るく親しみやすく落ち着いた雰囲気のある博物館を計画。
1階
- グランドホール
- 体験学習室「みたいけんラボ」
- 講堂
- 講座室1
- ミュージアムショップ（売店）
- 収蔵庫
- 撮影室

2階
- 常設展示室（2013年11月3日全面リニューアル）
- 企画展示室
- 情報検索コーナー
- 特別展示室
- 読書室
- 講座室2
- 講座室3
- 喫茶・談話室
- 展望ロビー

玄関前
- 「雄弁」「力」「勝利」「自由」（銅像、エミール・アントワーヌ・ブールデル作）の展示

## 建設概要
この節の主な出典：

- 敷地面積：50,648.80 m2
- 建築面積：10,088.56 m2
- 延べ床面積：16,728.82 m2（1階8,702.64 m2、2階7,678.76 m2、屋階347.42 m2）
- 階数：地上2階
- 構造：SRC構造
- 最高の高さ：29.00 m
- 最高の軒高：20.00 m

## 指定文化財
国宝

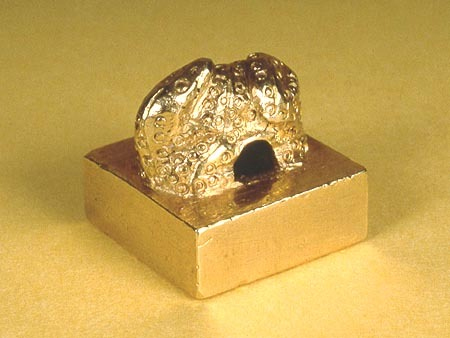
金印

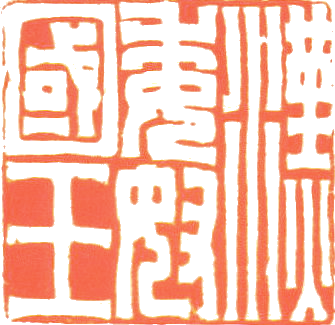
同上 印影（「漢委奴国王」）

- 金印 印文「漢委奴国王」 筑前国那珂郡志賀島村（現福岡県福岡市東区志賀島）出土
- 太刀 無銘一文字（名物日光一文字）附:葡萄蒔絵刀箱
- 刀 金象嵌銘長谷部国重本阿花押　黒田筑前守（名物へし切長谷部）附:打刀拵

重要文化財
- 紙本著色洛中洛外図 六曲屏風一双
- 黒糸威胴丸具足 一の谷兜・小具足付（黒田長政所用）附:水牛脇立兜2頭、紙本著色黒田長政像1幅
- 短刀 銘国吉
- 金霰鮫打刀拵（きんあられざめ うちがたなこしらえ） 中身備州長船祐定
- 壺形土器 福岡市城ノ原出土
- 嶋井家文書

## 利用情報

### 開館時間
9:30～17:30（入館は17:30まで）

### 休館日
月曜日（月曜が祝日の場合は翌平日）、12月28日～1月4日

### 常設展観覧料
- 一般200円
- 高校生・大学生150円
- 下記の条件該当者は無料
  - 中学生以下
  - 障害者手帳[5]所持者
  - 特定疾患医療受給者証所持者
  - 先天性血液凝固因子障害等医療受給者証所持者
  - 小児慢性特定疾患医療受診券所持者
  - 福岡市・北九州市・熊本市・鹿児島市在住の65歳の者[6]

特別展は別途入場料が必要となっている。

## 交通
- 西鉄バス博物館南口・福岡タワー（TNC放送会館）・福岡タワー南口下車
- 福岡市地下鉄空港線西新駅下車、北へ約1.1km（徒歩約15分）

西新駅・藤崎駅からバス利用も可能だが、本数は少ない。
- 福岡高速環状線百道出入口から980m

## ギャラリー

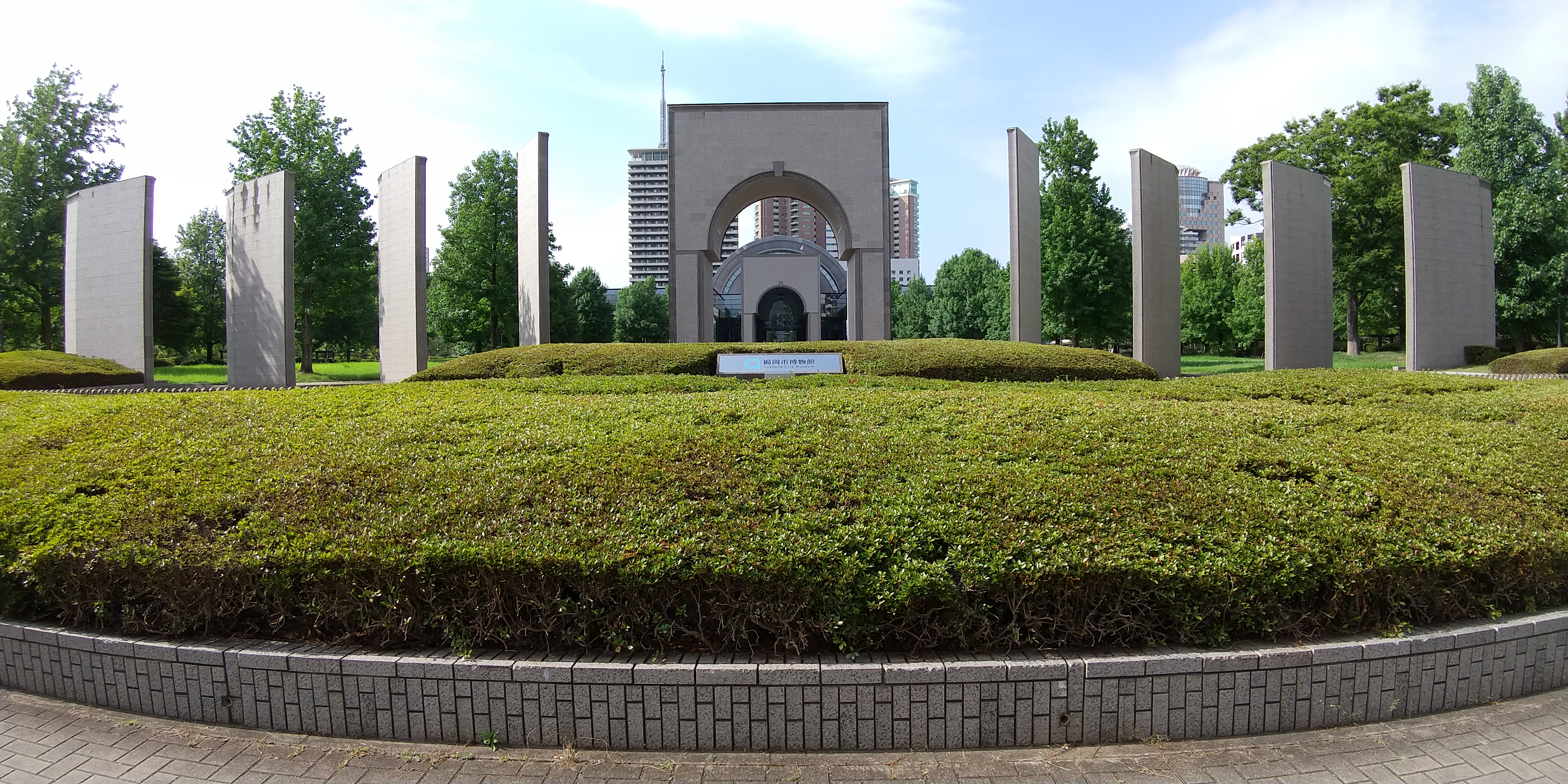
正面ゲート
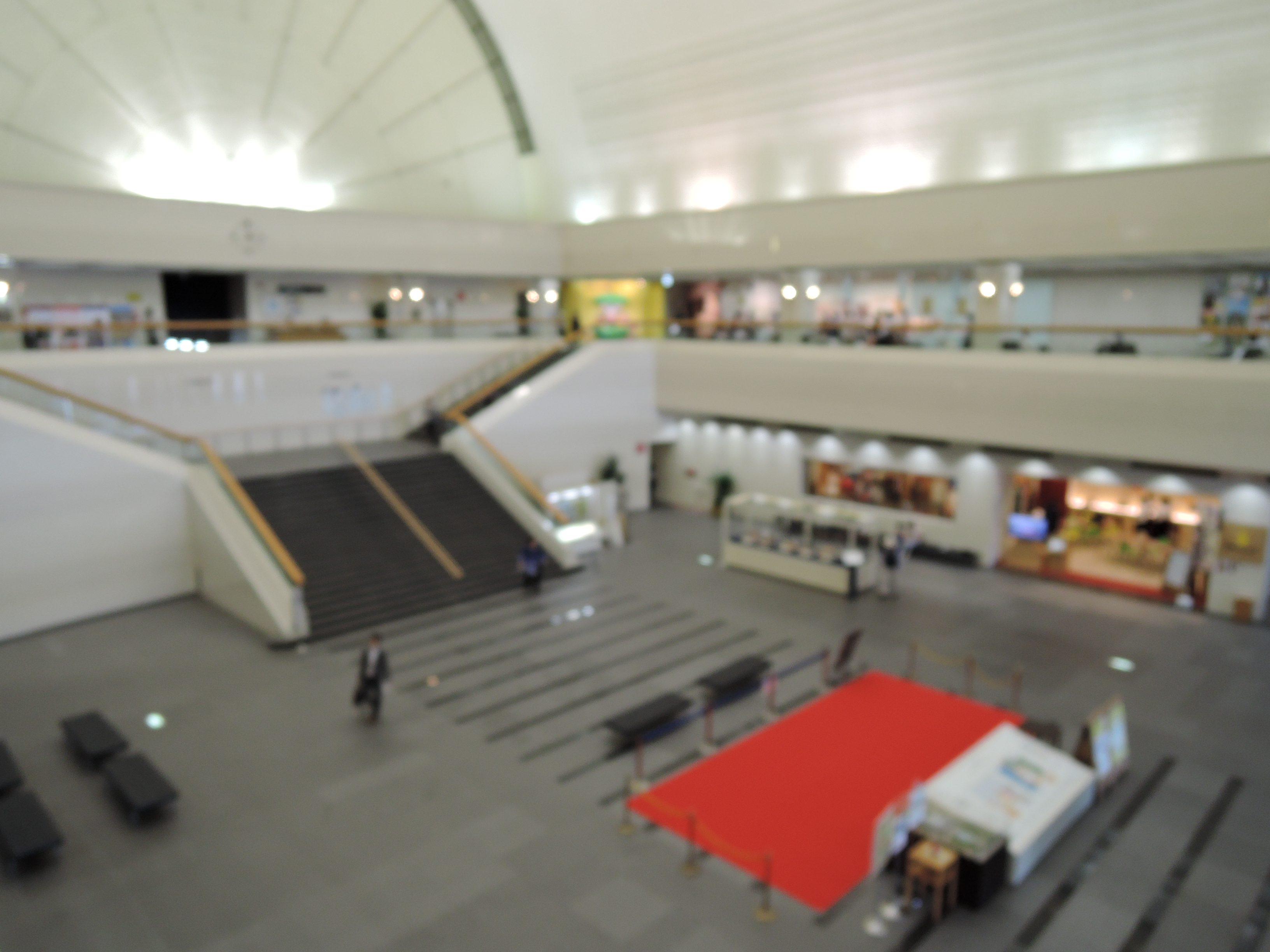
館内2階より撮影
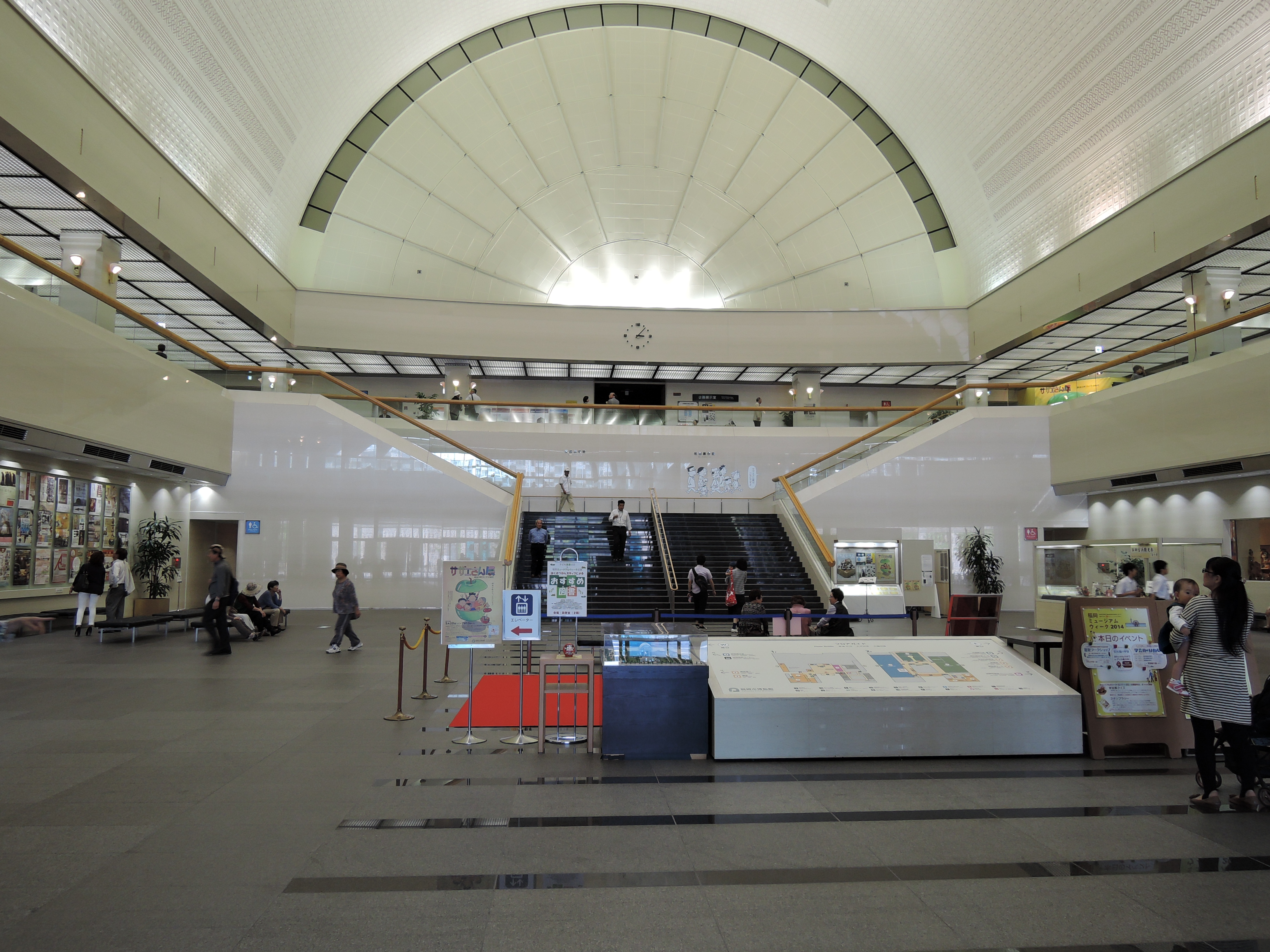
福岡市博物館1階正門から撮影